# Aurorasällskapet

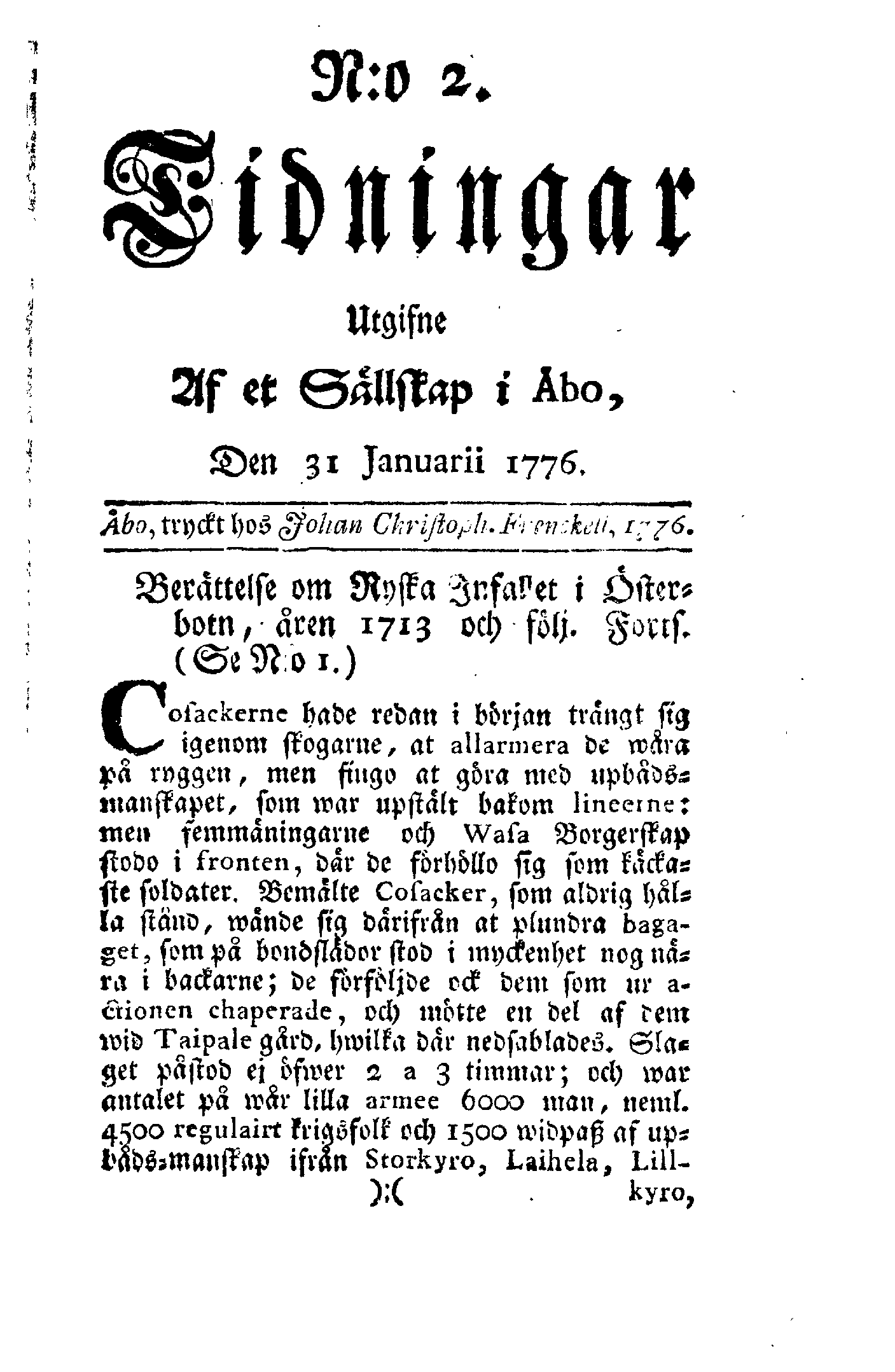
Tidningar Utgifne af et sällskap i Åbo, 31 januari 1776

Aurorasällskapet var ett hemligt vittert humanistiskt-fosterländskt sällskap i Åbo som stiftades i augusti 1770 av Henrik Gabriel Porthan, Johan Lilius och andra företrädare för olika vetenskaper vid Kungliga Akademien. Aurorasällskapet upplöstes 1779. Det var ett av de fem mer inflytelserika sällskapen av samma slag som var aktiva i Sverige under 1700-talet, jämsides med Tankebyggarorden, Utile Dulci, Kungliga Vetenskaps- och Vitterhetssamhället i Göteborg och Apollini Sacra. 
Aurora var liksom Apollini Sacra ett dottersällskap till Utile Dulci i Stockholm. Initiativet till skapandet av Aurorasällskapet utgick från Carl Fredrik Fredenheim. Bland övriga ledamöter återfanns Magnus Jakob Alopaeus, Abraham Niclas Clewberg, Johan Henric Kellgren, Anders Chydenius, Matthias Calonius, Pehr Kalm, Johan Bilmark och Pehr Adrian Gadd. Medlemmarna använde olika insignier och iakttog vissa hemliga ritualer, som frimurarna. 
Aurorasällskapet grundade Finlands första tidning, Tidningar utgifne af et sällskap i Åbo, som utgavs mellan 1771 och 1778. Sällskapet prioriterade att sprida kunskap om Finlands historia och bevara det finska språket. 